# Ljubit ne ljubit
Ljubit ne ljubit (russisk: Любит не любит) er en russisk spillefilm fra 2014 af Klim Sjipenko.

## Medvirkende
- Maksim Matvejev som Aleksej 'Lesja'
- Ljubov Aksjonova som Aljona
- Svetlana Khodtjenkova som Irina 'Ira'
- Jekaterina Vasiljeva
- Sergej Gazarov som Mikhail